# Charles Spurgeon
Charles Haddon (C.H.) Spurgeon (Kelvedon, 19 de juny de 1834 – Alps Marítims, 31 de gener de 1892). Fou un predicador britànic calvinista baptístic. Adscrit a la Confessió de 1689. Encara és conegut per la gent com el Príncep dels Predicadors.
Es calcula que Spurgeon va evangelitzar a prop de 10 milions de persones. Sovint predicava 10 cops a la setmana en diferents llocs.
Els seus sermons han estat traduïts a molts idiomes i actualment, existeixen més llibres i escrits de Spurgeon que de qualsevol altre escriptor cristià.
Les seves restes es troben enterrades al cementiri de West Norwood Cemetery a West Norwood, Anglaterra.

## Biografia

### Primers anys
Nascut a Kelvedon, Essex, es va traslladar a Colchester als 10 mesos.
El missioner Richard Knill va passar diversos dies amb Spurgeon mentre visitava el seu avi el 1844; va anunciar a ell i a la seva família que el nen un dia predicaria l'evangeli a grans multituds.
La conversió de Spurgeon del congregacionalisme nominal es va produir el 6 de gener de 1850, als 15 anys. De camí cap a una cita programada, una tempesta de neu el va obligar a escurçar el seu viatge previst i fer-se una capella metodista primitiva a Artillery Street, Newtown, Colchester, on creia que Déu va obrir el seu cor al missatge de salvació. El text que el va commoure va ser Isaïes 45:22 (Mireu a mi i us salveu, tots els extrems de la terra, perquè jo sóc Déu i no hi ha cap altre). Més tard aquell any, el 4 d'abril, va ser admès a l'església de Newmarket. El seu baptisme va seguir el 3 de maig al riu Lark, a Isleham. Més tard aquell mateix any es va traslladar a Cambridge, on més tard es va convertir en professor de l'escola dominical. Spurgeon va predicar el seu primer sermó a l'hivern de 1850–51 en una casa de camp de Teversham mentre substituïa un amic. Des del començament del ministeri de Spurgeon, el seu estil i habilitat es van considerar molt per sobre de la mitjana. El mateix any, va ser instal·lat com a pastor de la petita església baptista de Waterbeach, Cambridgeshire, on va publicar la seva primera obra literària, un tractat de l'Evangeli escrit el 1853.

### New Park Street Capella
L'abril de 1854, després de predicar tres mesos en llibertat condicional i només quatre anys després de la seva conversió, Spurgeon, llavors només tenia 19 anys, va ser cridat al pastorat de la famosa capella de New Park Street a Southwark (abans pastoritzada pels baptistes particulars Benjamin Keach, i el teòleg John Gill). Aquesta era la congregació baptista més gran de Londres en aquell moment, tot i que havia disminuït en nombre durant diversos anys. Spurgeon va trobar amics a Londres entre els seus companys pastors, com William Garrett Lewis de Westballs Grove Church, un home gran que juntament amb Spurgeon va fundar la London Baptist Association.

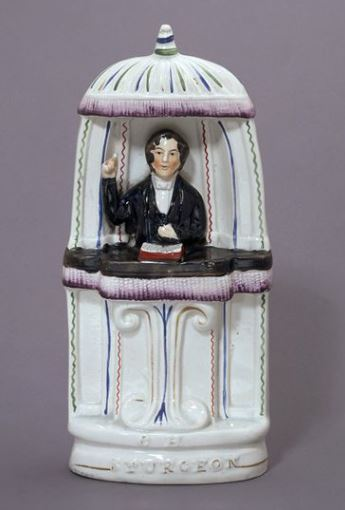
Figureta de Staffordshire, c. 1860

Als pocs mesos de l'arribada de Spurgeon a Park Street, la seva habilitat com a predicador el va fer famós. L'any següent es va publicar el primer dels seus sermons al New Park Street Pulpit. Els sermons de Spurgeon es publicaven en forma impresa cada setmana i tenien una gran circulació. En el moment de la seva mort el 1892, havia predicat prop de 3.600 sermons i publicat 49 volums de comentaris, refranys, anècdotes, il·lustracions i devocions.
Immediatament després de la seva fama van ser les crítiques. El primer atac a la premsa va aparèixer al vaixell de terra el gener de 1855. La seva predicació, encara que no era revolucionària en el fons, va ser una crida directa i senzilla al poble, utilitzant la Bíblia per provocar-los a considerar els ensenyaments de Jesucrist. Els atacs crítics dels mitjans van persistir al llarg de la seva vida. La congregació va superar ràpidament el seu edifici i es va traslladar a Exeter Hall, després a Surrey Music Hall. Amb 22 anys, Spurgeon era el predicador més popular de l'època.
El 8 de gener de 1856, Spurgeon es va casar amb Susannah, filla de Robert Thompson de Falcon Square, Londres, de qui va tenir dos fills bessons, Charles i Thomas, nascuts el 20 de setembre de 1856. A finals d'aquell any, es va produir una tragèdia el 19 d'octubre de 1856, quan Spurgeon predicava per primera vegada al Surrey Gardens Music Hall. Algú de la multitud va cridar: FOC. El pànic i l'estampida posteriors van deixar diversos morts. Spurgeon es va veure impactat emocionalment per l'esdeveniment i va tenir una influència aclaparadora en la seva vida. Durant molts anys va parlar d'haver estat emocionat fins a les llàgrimes sense cap motiu conegut per ell mateix.

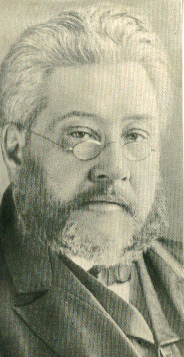
Spurgeon més tard a la vida.

Walter Thornbury va escriure més tard a Old and New London (1898) descrivint una reunió posterior a Surrey:
| « | una congregació formada per 10.000 ànimes que corren a la sala, muntant les galeries, taral·lejant, brunzit i pululant– un poderós rusc d'abelles– amb ganes d'assegurar al principi els millors llocs i, finalment, qualsevol lloc. Després d'esperar més de mitja hora– perquè si voleu prendre seient, heu d'estar-hi almenys amb aquest temps d'antelació... El senyor Spurgeon va pujar a la seva tribuna. Al brunzit, pressa i trepitjat dels homes, va succeir una emoció baixa i concentrada i un murmuri de devoció, que semblava córrer alhora, com un corrent elèctric, pel pit de tots els presents, i per aquesta cadena magnètica el predicador ens subjectava. lligat ràpid durant unes dues hores. No és el meu propòsit fer un resum del seu discurs. N'hi ha prou amb dir de la seva veu, que la seva potència i volum són suficients per arribar a tothom en aquella vasta assemblea; de la seva llengua que no és ni de gran vol ni casolà; del seu estil, que és a vegades familiar, a vegades declamatori, però sempre feliç, i sovint eloqüent; de la seva doctrina, que ni el «calvinista» ni el «baptista» apareixen al capdavant de la batalla que porta el senyor Spurgeon amb animositat implacable, i amb armes de l'Evangeli, contra la irreligió, el cant, la hipocresia, l'orgull i aquells secrets. pecats de pit que tan fàcilment assetgen un home en la vida quotidiana; i per resumir-ho tot en una paraula, n'hi ha prou de dir, de l'home mateix, que t'impressiona amb una perfecta convicció de la seva sinceritat. | » |

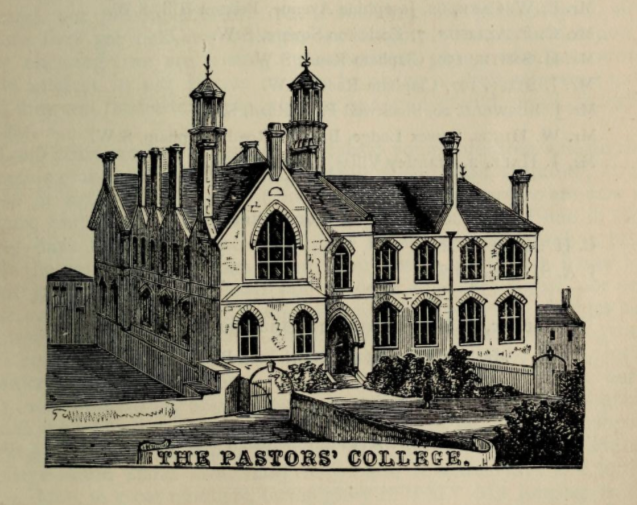
Universitat de Pastors 1888

El treball de Spurgeon va continuar. El Pastors' College va ser fundat el 1856 per Spurgeon i va ser rebatejat com a Spurgeon's College el 1923, quan es va traslladar al seu edifici actual a South Norwood Hill, Londres. Al dia del dejuni, el 7 d'octubre de 1857, va predicar a la seva multitud més gran mai– 23.654 persones– al Crystal Palace de Londres. Spurgeon va assenyalar:
| « | L'any 1857, un dia o dos abans de predicar al Crystal Palace vaig anar a decidir on s'havia d'arreglar l'andana; i, per tal de provar les propietats acústiques de l'edifici, va cridar en veu alta: "Heus aquí l'Anyell de Déu, que lleva el pecat del món". En una de les galeries, un obrer, que no sabia res del que s'estava fent, va sentir les paraules, i van arribar com un missatge del cel a la seva ànima. Va ser colpejat per la convicció a causa del pecat, va deixar les seves eines, se'n va anar a casa i allí, després d'una temporada de lluita espiritual, va trobar la pau i la vida contemplant l'Anyell de Déu. Anys després, va explicar aquesta història a un que el va visitar al llit de mort. | » |

### Tabernacle Metropolità

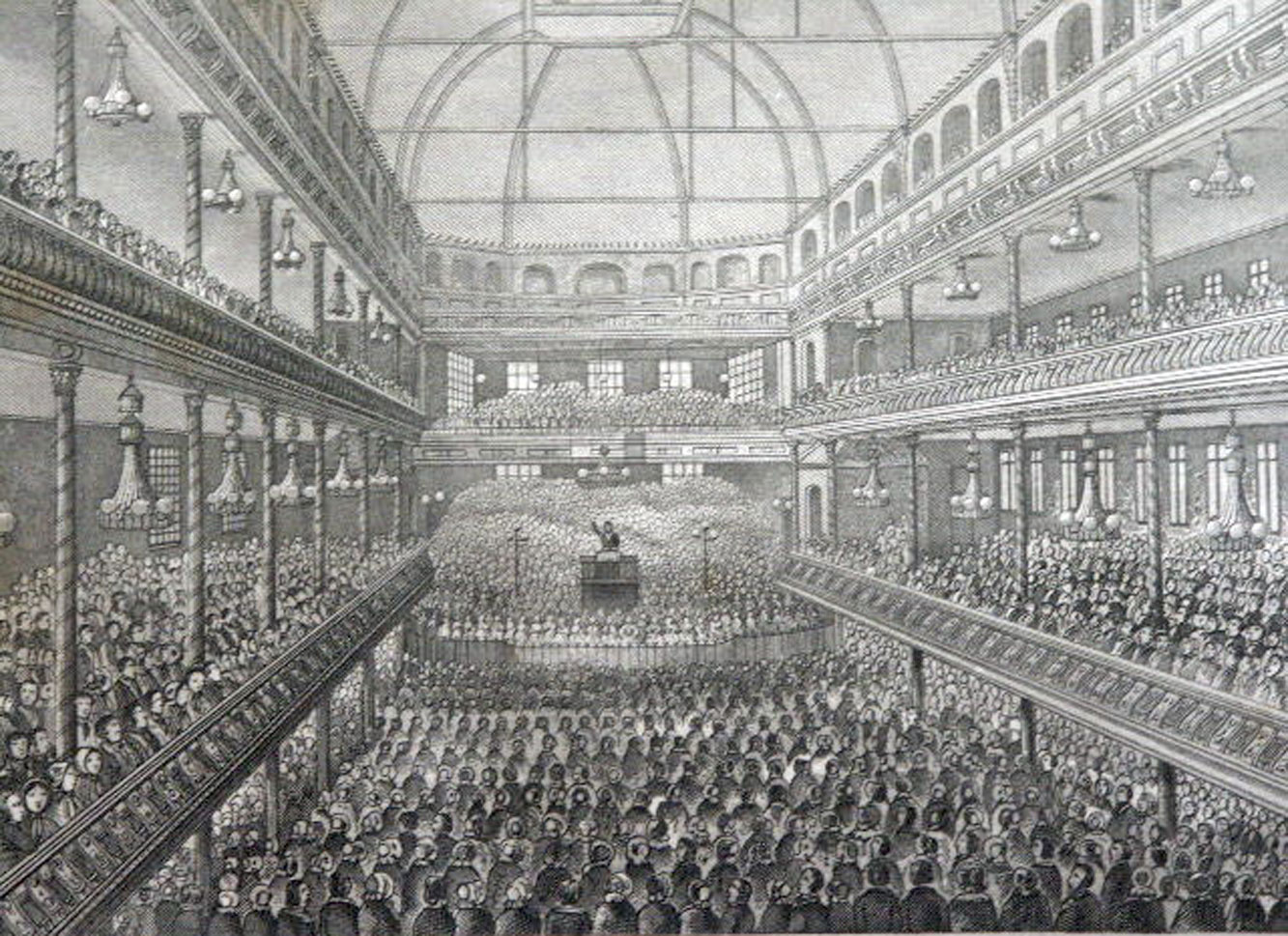
Spurgeon predicant al Surrey Music Hall cap al 1858.

El 18 de març de 1861, la congregació es va traslladar permanentment al Tabernacle Metropolità recentment construït a Elephant and Castle, Southwark, amb capacitat per a 5.000 persones amb espai per a 1.000 més. El Tabernacle Metropolità va ser l'edifici de l'església més gran de la seva època. Spurgeon va continuar predicant allà diverses vegades per setmana fins a la seva mort 31 anys després. Mai va fer crides a l'altar al final dels seus sermons, però sempre va estendre la invitació que si algú es mogués a cercar interès per Crist per la seva predicació un diumenge, es pogués reunir amb ell a la seva sagristia dilluns al matí. Sens dubte, l'endemà sempre hi havia algú a la seva porta.
Va escriure els seus sermons completament abans de predicar, però el que va portar al púlpit va ser una targeta de notes amb un esbós. Els taquígrafs retirarien el sermó a mesura que es pronunciava i Spurgeon tindria l'oportunitat de fer revisions a les transcripcions l'endemà per a la seva publicació immediata. Els seus sermons setmanals, que es venien per un cèntim cadascun, es van difondre àmpliament i segueixen sent una de les sèries d'escrits més venudes de tots els temps publicats a la història.
| « | Jo proposaria que el tema del ministeri d'aquesta casa, mentre aquesta plataforma es mantingui, i mentre aquesta casa sigui freqüentada per adoradors, sigui la persona de Jesucrist. Mai m'avergonyeix de declarar-me calvinista, tot i que afirmo ser més aviat calvinista segons Calvin, que no pas a la moda moderna degradada. No dubto a prendre el nom de Baptista. Hi teniu (assenyalant el baptisteri) proves substancials que no m'avergonyeixo d'aquella ordenança de nostre Senyor Jesucrist; però si em demanen que digui quin és el meu credo, crec que he de respondre: «És Jesucrist». El meu venerable predecessor, el doctor Gill, ha deixat un cos de divinitat admirable i excel·lent a la seva manera; però el cos de la divinitat al qual em fixaria i lligaria per sempre, Déu m'ajuda, no és el seu sistema de divinitat ni cap altre tractat humà, sinó Crist Jesús, que és la suma i la substància de l'evangeli; que és en ell mateix tota la teologia, l'encarnació de tota veritat preciosa, l'encarnació personal tot-gloriosa del camí, de la veritat i de la vida.— El nucli del primer sermó de Spurgeon al Tabernacle | » |

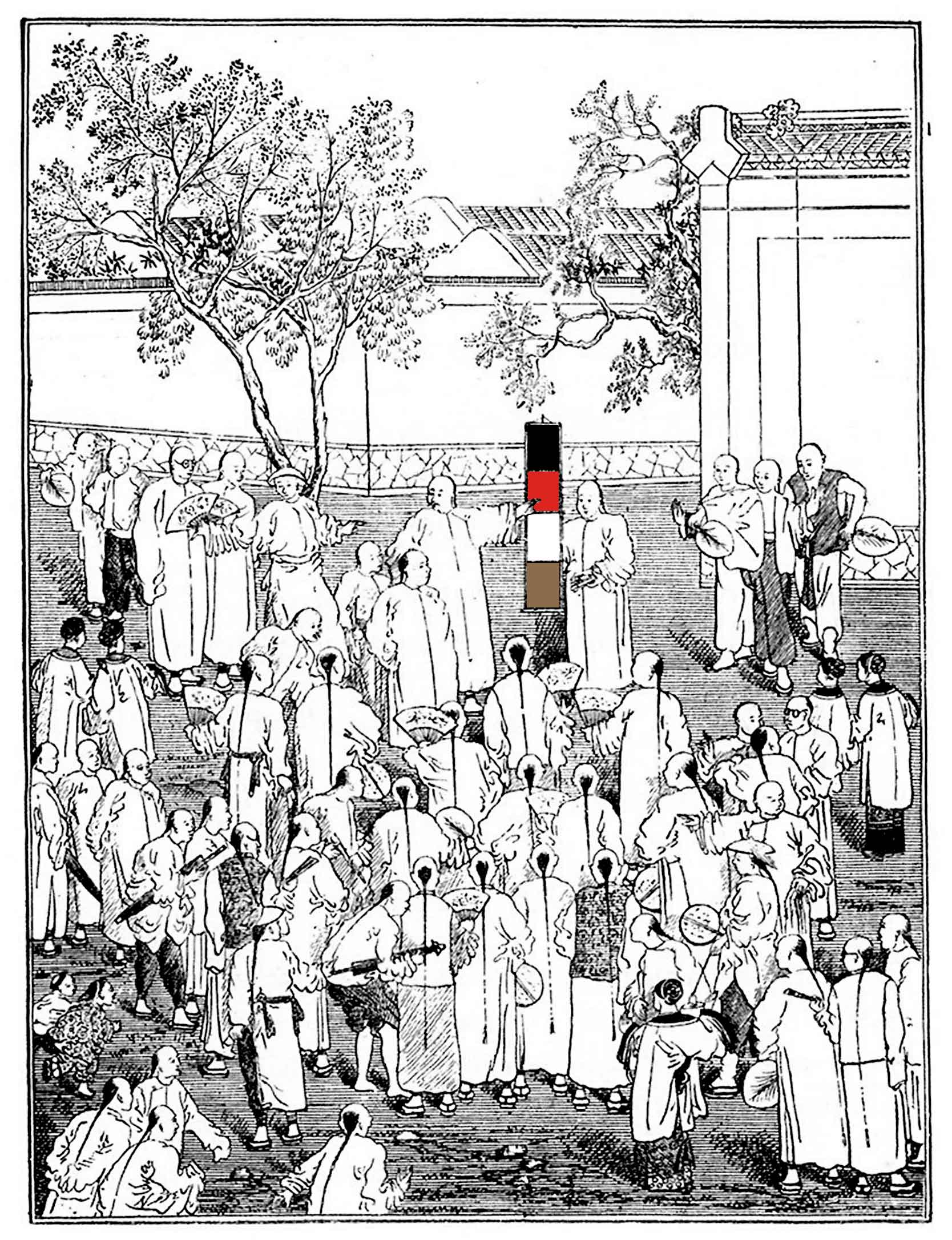
Predicació missionera a la Xina utilitzant el Llibre sense paraules

A més dels sermons, Spurgeon també va escriure diversos himnes i va publicar una nova col·lecció de cançons de culte el 1866 anomenada Our Own Hymn Book. Es tractava principalment d'una recopilació de Psalms and Hymns d’Isaac Watts que havia estat seleccionada originalment per John Rippon, un predecessor baptista de Spurgeon. Cantar a la congregació era exclusivament a cappella sota la seva pastoració. Milers van escoltar la predicació i van ser conduïts en el cant sense cap amplificació de so que existeix avui dia. Els himnes eren un tema que es prenia seriosament. Mentre Spurgeon encara predicava a New Park Street, va entrar a la polèmica de Rivulet sobre un llibre d'himnes. Va trobar la seva teologia en gran part deista. Al final de la seva revisió, va advertir:
| « | Aviat haurem de manejar la veritat, no amb guants de cabrit, sinó amb guants, els guants de la valentia i la integritat. Seguiu, guerrers de la creu, perquè el Rei és al vostre cap. | » |

El 5 de juny de 1862, Spurgeon va desafiar l’Església d'Anglaterra quan va predicar contra la regeneració baptismal. Tanmateix, Spurgeon també va ensenyar a través de línies confesionals: per exemple, el 1877 va ser el predicador de l'obertura d'un nou edifici de l'església de l'Església Lliure d'Escòcia a Dingwall. Va ser durant aquest període al nou Tabernacle que Spurgeon va trobar un amic en James Hudson Taylor, el fundador de la Xina Inland Mission interconfesional. Spurgeon va recolzar econòmicament el treball de la missió i va dirigir a molts candidats missioners a sol·licitar servei amb Taylor. També va ajudar en el treball d'evangelització intercultural promovent El llibre sense paraules, una eina d'ensenyament que va descriure en un missatge donat l'11 de gener de 1866, respecte al Salm 51:7: Renta'm i seré més blanc que la neu. El llibre s'ha utilitzat i s'utilitza encara per ensenyar persones sense habilitats lectores i persones d'altres cultures i llengües- joves i grans– arreu del món sobre el missatge de l'Evangeli.
A la mort del missioner David Livingstone el 1873, una còpia descolorida i molt utilitzada d'un dels sermons impresos de Spurgeon, Accidents, Not Punishments, es va trobar entre les seves poques possessions molt més tard, juntament amb el comentari escrit a mà a la a dalt de la primera pàgina: Molt bé, DL. L'havia portat amb ell al llarg dels seus viatges per l'Àfrica. Va ser enviat a Spurgeon i ell va atresorar.

### Societats i Institucions del Sagrari Metropolità
El 1876, 22 anys després de fer-se pastor, Spurgeon va publicar The Metropolitan Tabernacle: Its History and Work. La seva intenció indicada al prefaci és donar una història impresa del Tabernacle. El llibre té 15 capítols i d'aquests 5 estan dedicats al que va anomenar 'Societats i institucions'.
Els cinc capítols són:

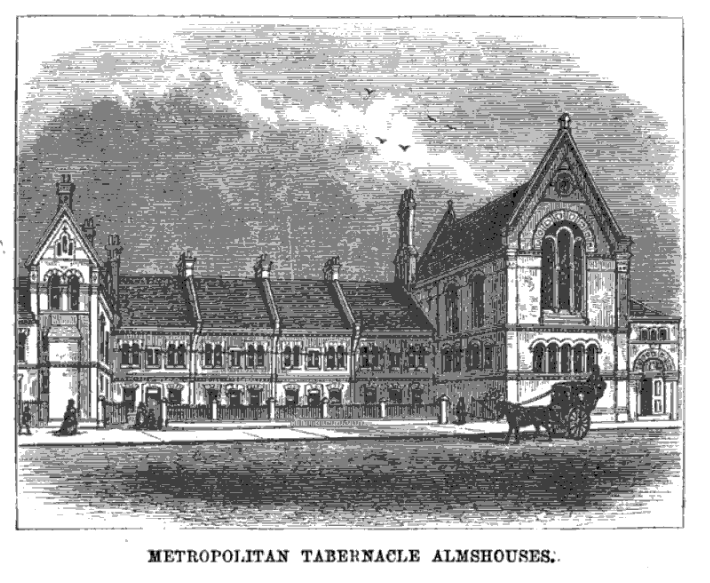
L'Almoina del Tabernacle Metropolità

xi. Les Almoines. Explicant com es va vendre el recinte de la capella de New Park Street per permetre al Tabernacle construir una almoina i una escola.

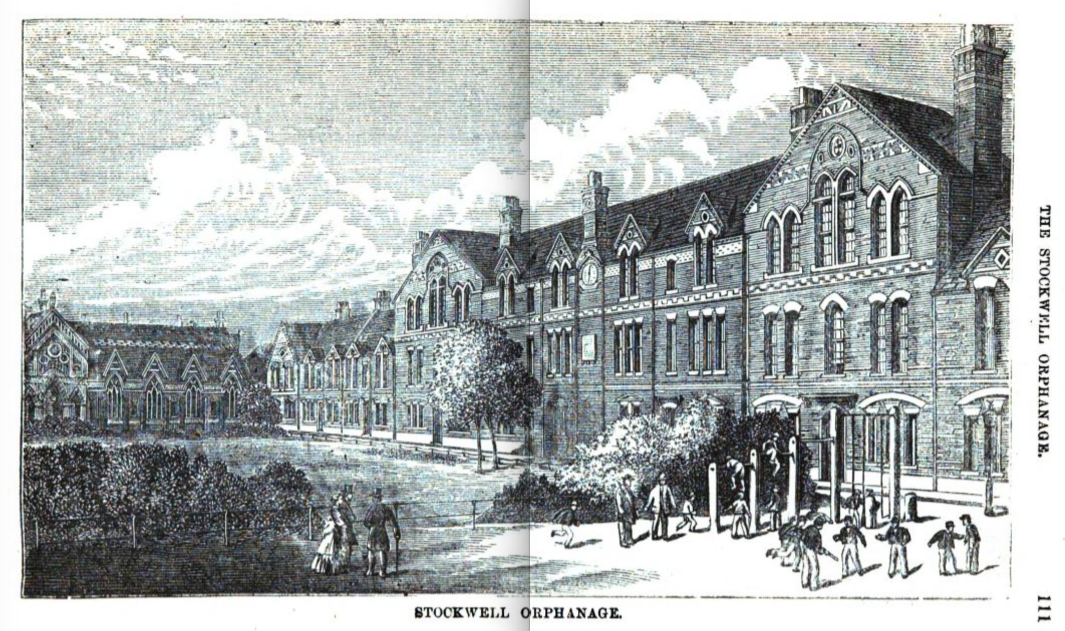
Orfenat_Stockwell_1876

xiii. L'orfenat Stockwell. Aquest es va obrir per a 240 nois el 1867 (i més tard per a les noies el 1879). Aquests orfenats van continuar a Londres fins que van ser bombardejats a la Segona Guerra Mundial. La inspiració per començar un orfenat va venir d'una visita a George Müller. L'orfenat va canviar el seu nom a Spurgeon's Child Care el 1937, i de nou el 2005 a Spurgeons. Spurgeon estava més relacionat amb l'orfenat de Stockwell que amb qualsevol altre esforç del Metropolitan Tabernacle. Probablement hi ha quatre raons per això:
| « | 1. Era un gran conjunt d'edificis de Londres que ocupaven 1,6 ha. 2. Hi va haver una recaptació de fons anual en la qual Spurgeon va decidir celebrar el seu aniversari, i sovint la col·locació d'una primera pedra. L'esdeveniment va ser anomenat un dels basars i fires de luxe més grans que s'han celebrat mai al sud de Londres: en un dia en van pujar 1.000; molt tenint en compte que l'entrada era de sis penics. Spurgeon va acceptar regals en diners pel seu aniversari, que van ser tots per a l'orfenat. 3. El cor de l'orfenat i els campaners van fer concerts per recaptar fons 4. Tenia un pressupost de funcionament tan gran en comparació amb altres activitats del Tabernacle. | » |

xiv. L'Associació Colportage. Els colporters eren contractats per portar bíblies, bons llibres i publicacions periòdiques per a la venda, de casa en casa. També es dedicaven a visitar els malalts i a fer reunions.
xv. Altres institucions vinculades amb el Sagrari. Aquí Spurgeon descriu 21 institucions més. Dos exemples són: The Ordinance Poor Fund que distribuïa diners entre els membres pobres de l'església d'unes 800 lliures anuals, i la Ladies' Benevolent Society. Aquest grup feia roba per als pobres i els 'alleujava', amb uns ingressos de 105 lliures.
Vuit anys més tard, a la celebració del cinquantè aniversari de Spurgeon, es va llegir una llista actualitzada de Societats i institucions. Amb el fort estímul i el suport de Spurgeon, els 24 grups que figuren a The Metropolitan Tabernacle: Its History and Work, s'havien convertit en 69. Abans de llegir-los en veu alta, Spurgeon diu: «Crec que tothom hauria de saber a què s'ha mogut l'església, i li suplico que hi ha altres societats a més de les que s'esmentaran, però estaràs cansat abans d'arribar a la final d'ells» i acaba després de la llista dient: «Hem de lloar Déu perquè fa que l'església pugui dur a terme totes aquestes institucions».
L'encoratjament de Spurgeon perquè els membres del Tabernacle s'impliquessin en aquests ministeris va ser molt fort. Les contribucions habituals de Spurgeon a ells van significar que va deixar a la seva dona només 2.000 lliures quan va morir, tot i haver guanyat milions amb els seus sermons i llibres publicats.
Va animar els altres a donar, amb comentaris com aquests:
A la missió Green Walk: «Aquí s'ha de construir una bona sala. Si algun amic generós construïs un lloc per a aquesta missió, els diners estarien ben repartits»,
Sobre els col·laboradors: «Les dues classes bíbliques del senyor Charlesworth han acceptat generosament donar suport a un germà amb un carro bíblic als carrers de Londres. No farien bé algunes altres comunitats de joves que tinguessin el seu propi home treballant a les regions on viuen? PENSA-HI»,
A les almoines: «NECESSITEN MOLT 5.000 £ PER DOTAR LES CASES I COL·LOCAR LA INSTITUCIÓ SOBRE UN PEU ADEQUAT. Ja CH Spurgeon, Thomas Olney i Thomas Greenwood han contribuït amb 200 £ cadascun al fons, i confiem sincerament que això ja sigui per donacions o llegats, la resta de les 5.000 lliures es lliuraran».
Spurgeon va fer construir una infermeria, a l'orfenat Stockwell. No obstant això, també va reconèixer que els pobres tenien un accés limitat a l'assistència sanitària i, per tant, també va ser un partidari entusiasta del Metropolitan Hospital Sunday Fund. Ens va deixar aquesta cita:

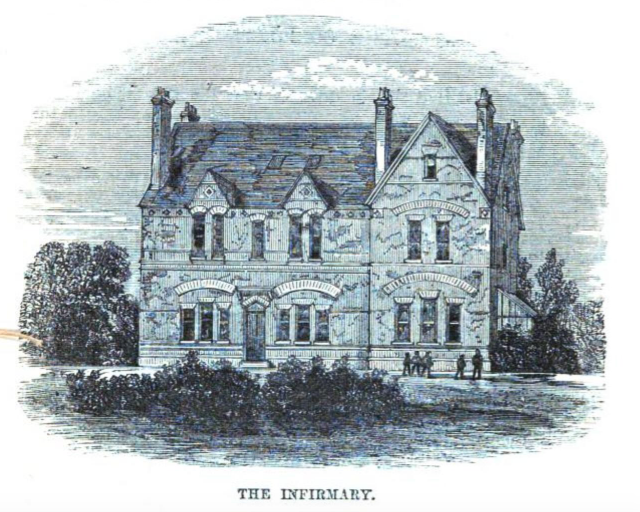
La infermeria de l'orfenat de Stockwell

| « | Hem de tenir més hospitals. No sé si no estarem obligats a fer gastar alguna cosa al Govern en aquest sentit. No crec que el Govern faci res bé. En general, em sap greu quan s'ha de deixar alguna cosa al Govern. No em refereixo a aquest govern en concret, sinó a qualsevol govern que pugui estar en funcions de moment. Són sis d'un i mitja dotzena de l'altre. Tinc una opinió molt petita de tot el conjunt. Hi ha algunes coses que hauríem d'intentar fer tant com puguem; però si ens condueixen a una cantonada, pot arribar al que temo. S'han de posar els ossos i cuidar els malalts; no s'ha de deixar morir els pobres, per no haver d'anar a demanar ajuda al Govern. Així que tots intentem donar el que podem. És el vostre deure donar, no només com a cristians, sinó com a homes. M'agrada el moviment del diumenge de l'Hospital, perquè tota la gent cristiana es pot reunir, com ens trobem aquesta nit aquí, en una plataforma. | » |

### Polèmica de rebaixes

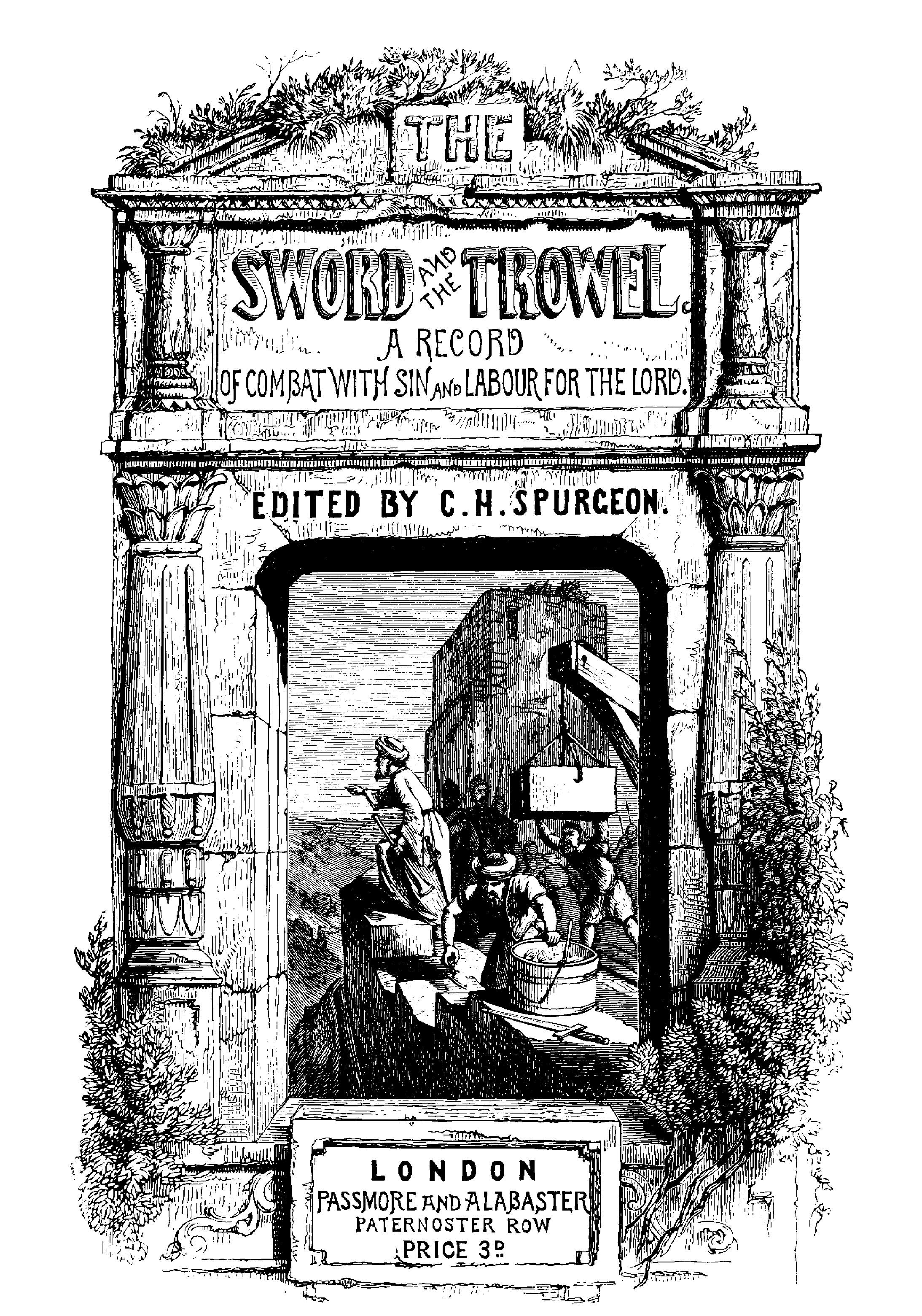
Portada original Espasa i Paleta

Una controvèrsia entre els baptistes va esclatar el 1887 amb el primer article Down-grade de Spurgeon, publicat a The Sword & the Trowel. En la controvèrsia de rebaixes que se segueix, el Tabernacle Metropolità es va desafiliar de la Unió Baptista, fent que la congregació de Spurgeon fos l'església autònoma més gran del món. Spurgeon va emmarcar la polèmica d'aquesta manera:
| « | Els creients en l'expiació de Crist estan ara en unió declarada amb aquells que la menystenen; els creients en les Sagrades Escriptures estan en confederació amb aquells que neguen la inspiració plenària; aquells que sostenen la doctrina evangèlica estan en aliança oberta amb aquells que anomenen la caiguda una faula, que neguen la personalitat de l'Esperit Sant, que anomenen la justificació per la fe immoral i sostenen que hi ha una altra prova després de la mort... És la nostra solemne convicció que no hi hauria d'haver cap pretensió de comunió. La comunió amb l'error conegut i vital és participació en el pecat. | » |

La controvèrsia va prendre el seu nom de l'ús que Spurgeon va fer del terme Downgrade per descriure la perspectiva d'altres baptistes cap a la Bíblia (és a dir, havien rebaixat la Bíblia i el principi de la sola scriptura). Spurgeon va al·legar que una evolució progressiva de la hipòtesi de Graf-Wellhausen, la teoria de l'evolució de Charles Darwin i altres conceptes estaven debilitant la Unió Baptista. Spurgeon va denunciar enfàticament la doctrina que va resultar:
| « | Segurament la Nova Teologia no pot fer cap bé a Déu ni a l'home; no té cap adaptació. Si fos predicat durant mil anys per tots els homes més seriosos de l'escola, mai no renovaria una ànima, ni venceria l'orgull en un sol cor humà. | » |

El enfrontament va provocar divisió entre els baptistes i altres inconformistes i és considerat per molts com un paradigma important. Una anàlisi accessible, favorable a Spurgeon però no menys útil, de la controvèrsia de la degradació apareix a Tec Malta.

### Oposició a l'esclavitud

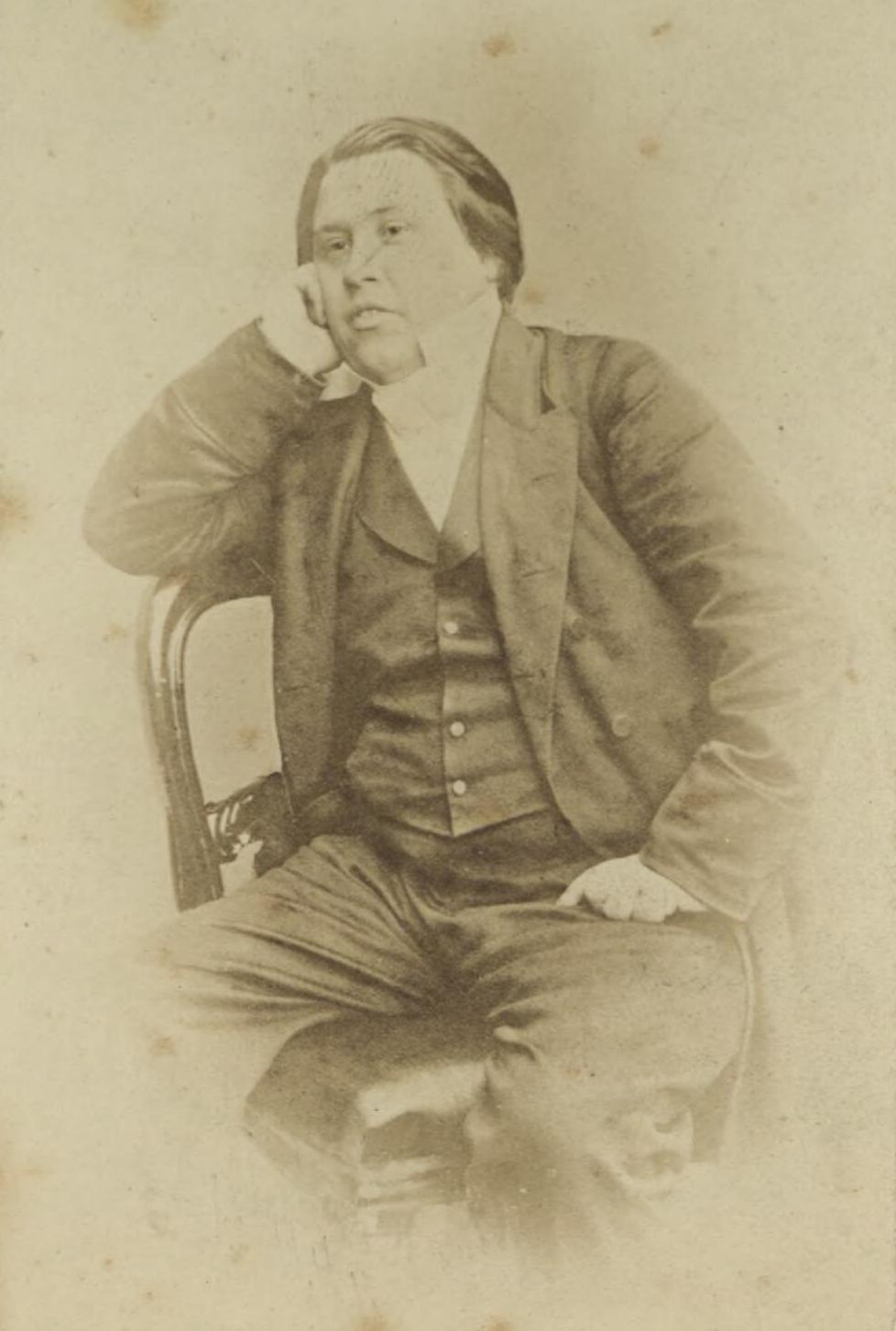
Fotografia de Spurgeon c.1870

Spurgeon es va oposar fermament a la possessió d'esclaus. Va perdre el suport dels baptistes del sud, les vendes dels seus sermons van caure i, com a conseqüència, va rebre desenes de cartes amenaçadores i insultants.
| «                                              | No fa molt de temps, la nostra nació va tolerar l'esclavitud a les nostres colònies. Els filantrops es van esforçar per destruir l'esclavitud; però quan es va abolir del tot? Va ser quan (William) Wilberforce va despertar l'església de Déu, i quan l'església de Déu es va dirigir al conflicte, aleshores va fer trossos el mal. M'ha fet gràcia el que va dir Wilberforce l'endemà de l'aprovació de la Llei d'emancipació. Va dir alegrement a un amic quan tot va acabar: No hi ha alguna cosa més que puguem abolir? Això es va dir com a broma, però mostra l'esperit de l'església de Déu. Ella viu en el conflicte i la victòria; la seva missió és destruir tot el que és dolent a la terra. | » |
| — El millor crit de guerra, 4 de març de 1883. | |   |

En una carta al Christian Watchman and Reflector (Boston), Spurgeon va declarar:
| « | Jo detesto l'esclavitud des de l'interior de la meva ànima... i encara que em comunico a la taula del Senyor amb homes de totes les creences, amb un propietari d'esclaus no tinc cap mena de companyonia. Sempre que [un propietari d'esclaus] m'ha cridat, he considerat el meu deure expressar el meu detestació per la seva maldat, i tan aviat pensaria a rebre un assassí a la meva església... com un segrestador. | » |

### Restauracionisme
Com altres baptistes del seu temps, tot i oposar-se al dispensacionalisme, Spurgeon va anticipar la restauració dels jueus per habitar la Terra Promesa.
| «                                                                             | Esperem, doncs, aquestes dues coses. No vaig a teorizar sobre quin d'ells vindrà primer, si seran restaurats primer i convertits després, o convertits primer i després restaurats. S'han de restaurar i també s'han de convertir. | » |
| — La restauració i conversió dels jueus. Ezequiel 37.1–10, 16 de juny de 1864 | |   |

### Últims anys i mort

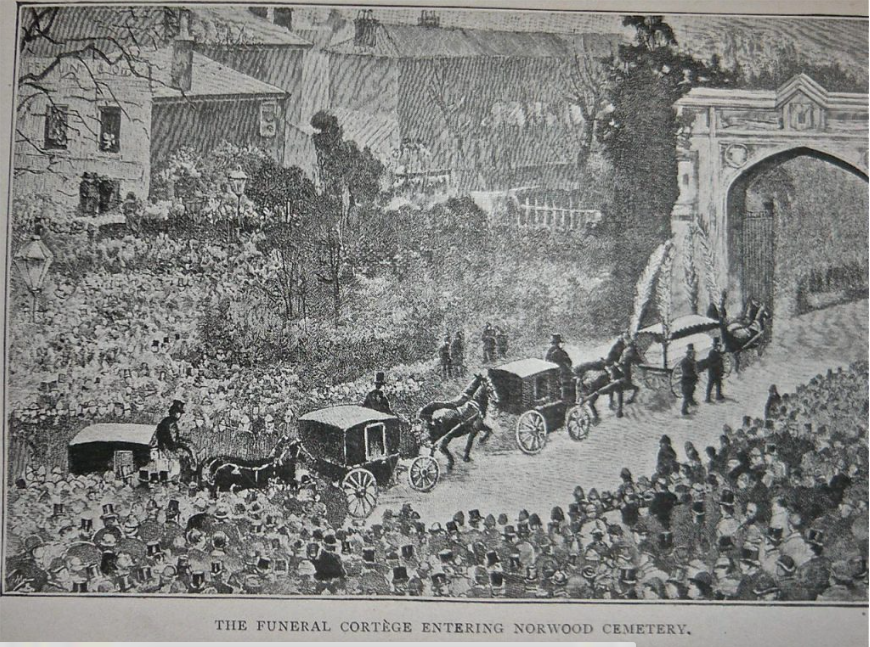
El corteig fúnebre d'Spurgeon

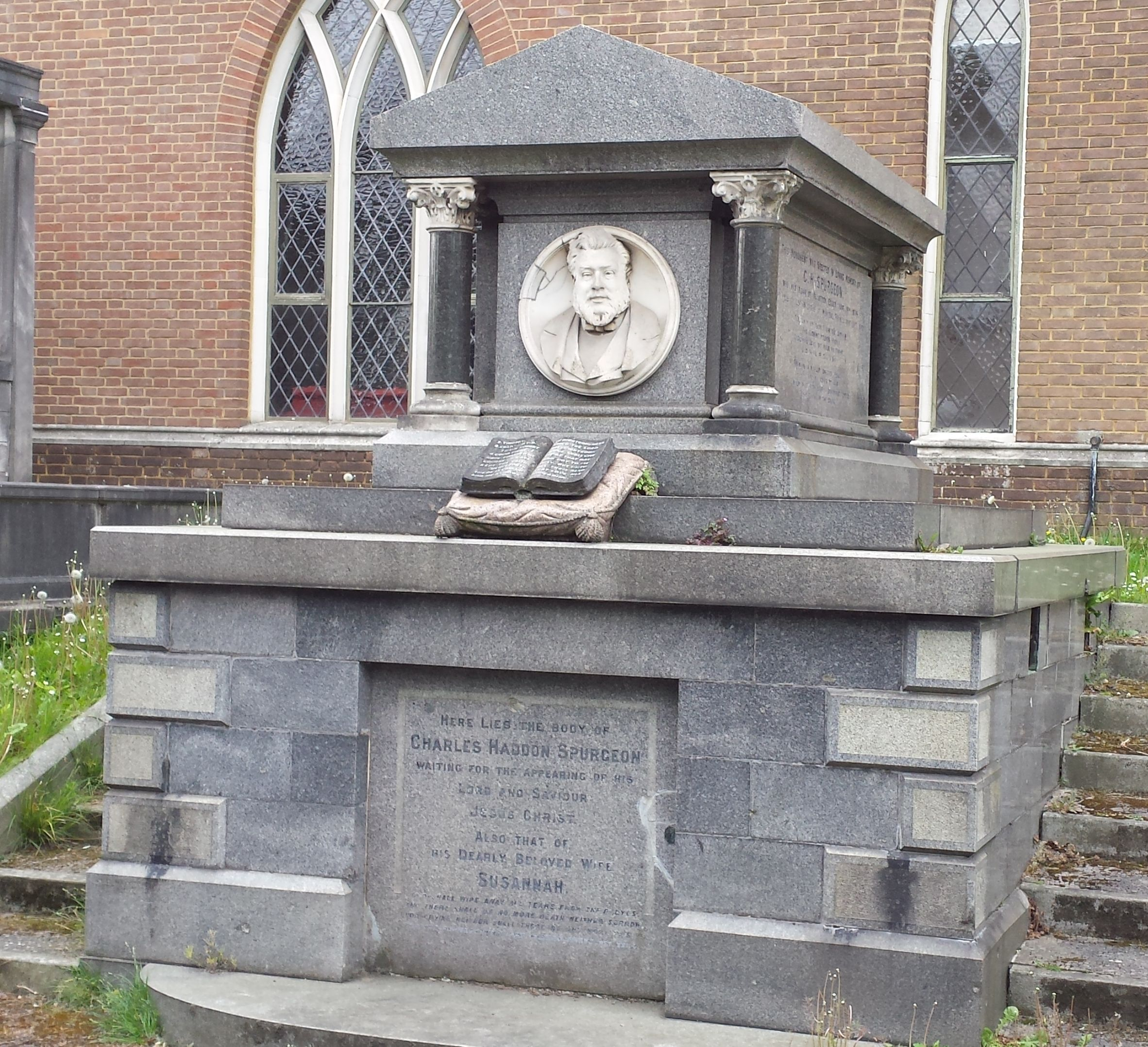
Tomba de Charles Spurgeon, West Norwood Cemetery, Londres

La dona d'Spurgeon sovint estava massa malalta per sortir de casa per escoltar-lo predicar.
Spurgeon tenia una llarga història de mala salut. Ja s'informava que tenia gota quan tenia 33 anys
| « | Era cert, deia, que havia tingut la gota, i era un dolor molt horrible; però havia tingut la gota a la cama esquerra i havia predicat dempeus a l'altra. No havia tingut la gota a la llengua, i no sabia que la gent predicava amb les cames. El 1871, quan tenia 37 anys, ja estava sent aconsellat pels seus metges que abandonés la ciutat per la seva salut. | » |

El seu lloc preferit per anar a descansar era Menton, al sud de França. Sovint hi anava als mesos d'hivern. Va ser-hi prou sovint com per tenir visitants, amb George Müller visitant el 1879 i membres de la Unió Baptista el 1887, intentant que es reincorporés a la Unió.
Quan estava a Menton, predicava a l'església local, o escrivia, com el 1890 quan va escriure un comentari sobre Mateu mentre reposava.
Cada cop es va sentir més malament i el maig de 1891 es va veure obligat a descansar. El 1891 va anar a descansar a Menton i hi va romandre tres mesos. Durant aquest període va escriure 180 pàgines de comentaris. Tanmateix, no es va recuperar i va morir als 57 anys, mentre encara era a Menton, per gota i congestió dels ronyons. Des de maig de 1891 fins a la seva mort, el gener de 1892, va rebre 10.000 cartes de condol, resolucions de solidaritat, telegrames d'investigació.
Després que el cos de Spurgeon fos retornat a Anglaterra, va quedar en repòs al Tabernacle Metropolità.
Dos dies abans del funeral, es van celebrar quatre serveis commemoratius al Tabernacle Metropolità. El primer ofici a les 11 del matí va ser per a aquells que tinguin les targetes de comunió vigents, el segon a les 15 hores va ser per a ministres i pastors estudiants, el tercer a les 19 hores va ser per als cristians que encara no havien entrat i l'ofici final a les 23:00 va incloure el Orfes de Stockwell. La policia va controlar les multituds que esperaven per entrar durant el dia i, per ajudar amb l'ordre, al final dels serveis, la gent va sortir per una porta del darrere.
El dia del funeral, vuit-cents policies addicionals estaven de servei al llarg de la ruta que el cortègi va fer, des del Metropolitan Tabernacle, passant per l'orfenat de Stockwell i fins al cementiri de Norwood. Els nombres varien pel que fa al nombre de carruatges al corteig Un compte ho diu així:
| « | Els enterradors van proporcionar seixanta-cinc parelles de cavalls per traslladar els delegats convidats al cementiri, però en total hi havia de dos-cents a tres-cents carruatges privats i altres vehicles que s'unien a la processó, que s'estima que devia tenir gairebé aproximadament dues milles de llargada. Es van instal·lar trens addicionals per atendre la multitud, juntament amb omnibusos i taxis addicionals. Llevat d'algunes tabaques i tavernes, els negocis al llarg de la ruta del funeral estaven tancats, amb algunes cases que mostraven material en blanc i negre. S'estima que un total de 100.000 persones van passar mentre estava xxxx a l'estat o van assistir als serveis funeraris. Un número desconegut va recórrer els carrers del corteig. Quan el corteig va passar per davant de l'orfenat Stockwell, es va aturar breument mentre els nens cantaven un vers d'un dels seus himnes preferits "For ever with the Lord", amb la tornada Nearer home. Al llarg del recorregut, algunes banderes eren a mig pal. | » |

A Spurgeon li van sobreviure la seva dona i els seus fills. Les seves restes van ser enterrades al cementiri de West Norwood a Londres, on la tomba encara és visitada pels admiradors. El seu fill Tom es va convertir en el pastor del Tabernacle Metropolità després de la mort del seu pare.

## Escrits
Spurgeon va publicar 3.561 sermons. Alguns d'ells:
| - 2200 Quotations from the Writings of Charles H. Spurgeon - Able To The Uttermost - According To Promise - All of Grace : ISBN 1-60206-436-9 - An All Round Ministry - Around the Wicket Gate Arxivat 2009-05-18 a Wayback Machine. - Barbed Arrows - C. H. Spurgeon's Autobiography : ISBN 0-85151-076-0 - Chequebook of the Bank of Faith : ISBN 1-85792-221-2 - Christ's Incarnation - Come Ye Children - Commenting and Commentaries - The Dawn of Revival, (Prayer Speedily Answered) - Down Grade Controversy, The - Eccentric Preachers - Feathers For Arrows - Flashes Of Thought - Gleanings Among The Sheaves - God Promises You : ISBN 0-88368-459-4 - Good Start, A - Greatest Fight In The World, The - Home Worship And The Use of the Bible in the Home - Interpreter, The or Scripture for Family Worship - John Ploughman's Pictures - John Ploughman's Talks - Lectures to My Students : ISBN 0-310-32911-6 - Metropolitan Tabernacle Pulpit, The | - Miracles and Parables of Our Lord - Morning & Evening : ISBN 1-84550-014-8 - New Park Street Pulpit, The - Only A Prayer Meeting - Our Own Hymn Book - Pictures From Pilgrim's Progress - The Power of Prayer in a Believer's Life : ISBN 0-88368-441-1 - The Preachers Power and the Conditions of Obtaining it - Saint And His Saviour, The - Sermons In Candles - Sermons On Unusual Occasions - Smooth Stones taken from Ancient Brooks - Selections from Thomas Brooks : ISBN 978-1-84871-113-6 - Soul Winner, The : ISBN 1-60206-770-8 - Speeches At Home And Abroad - Spurgeon's Commentary on Great Chapters of the Bible - Spurgeon's Morning and Evening - Spurgeon's Sermon Notes : ISBN 0-8254-3768-7 - Sword and The Trowel, The - Till He Come - The Salt Cellar - Treasury of David, The : ISBN 0-8254-3683-4 - We Endeavour - The Wordless Book - Word and Spirit : ISBN 0-85234-545-3 - Words Of Advice - Words Of Cheer - Words Of Counsel |

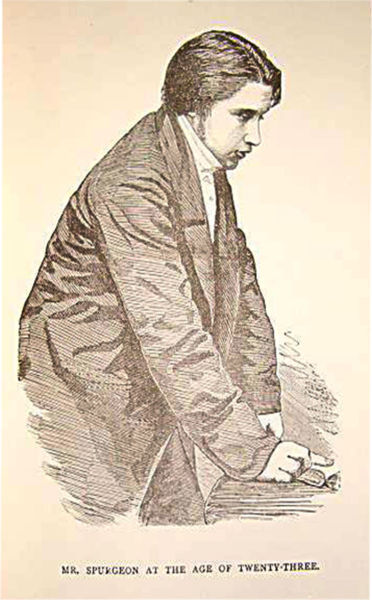
Spurgeon als 23 anys
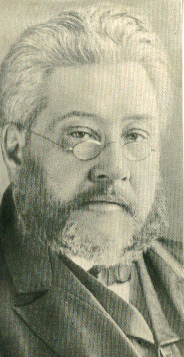
Retrat de Spurgeon
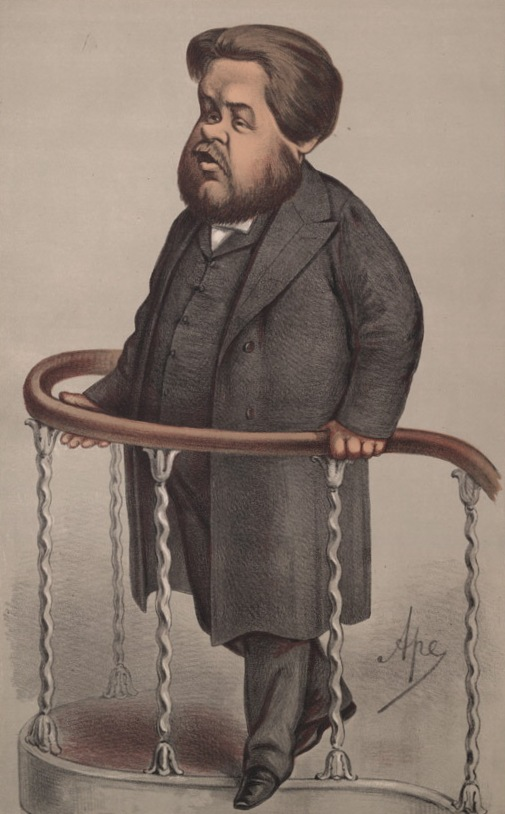
Caricatura de Spurgeon al Vanity Fair del 10 de desembre de 1870
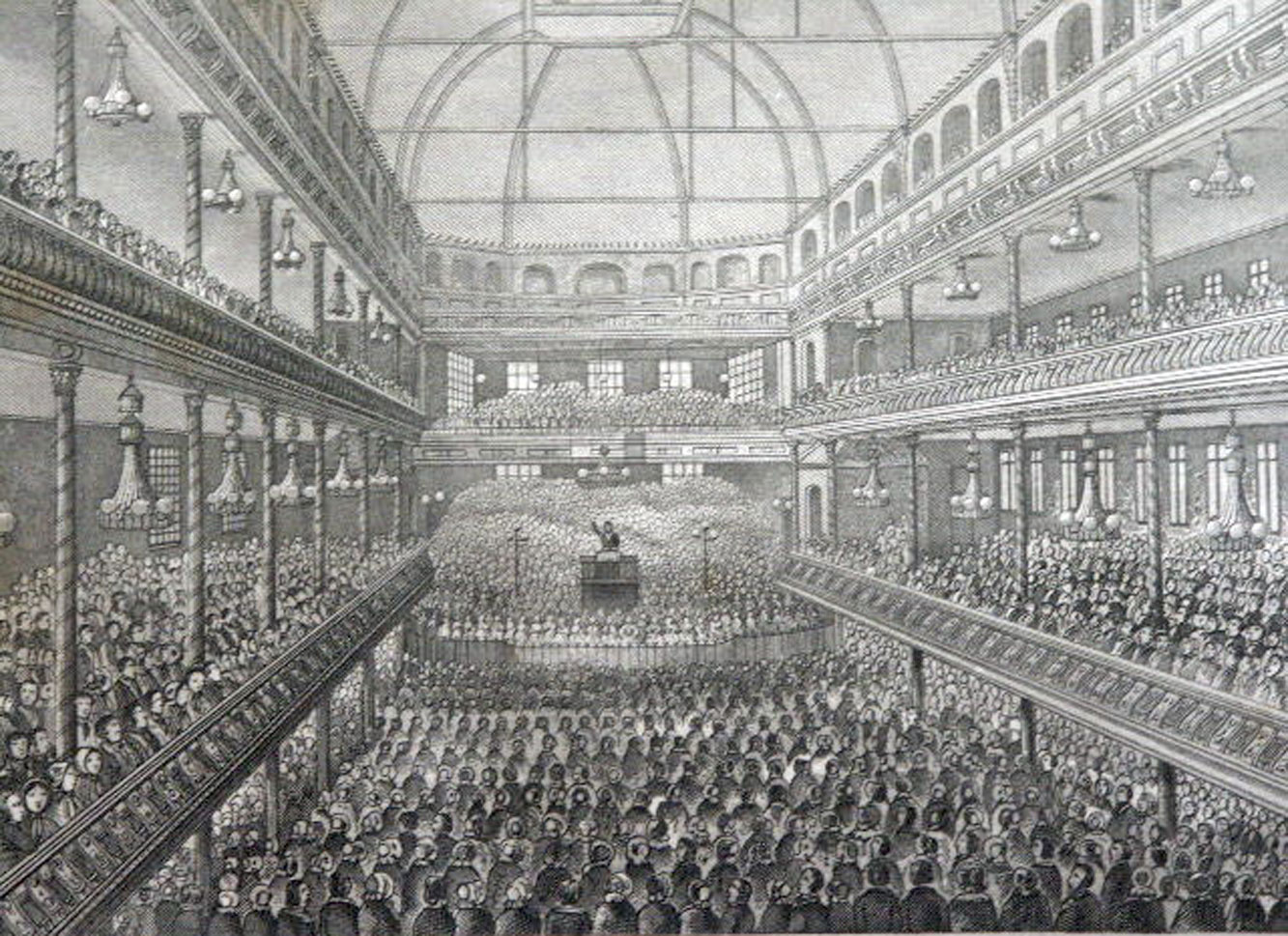
Spurgeon predicant al Surrey Music Hall (1858).